# 奥特斯塔勒
奥特斯塔勒（法語：Ottersthal，法語發音：[ɔtəʁstal]）是法国下莱茵省的一个市镇，属于萨韦尔讷区和萨韦尔讷县（Saverne）。该市镇总面积3.13平方公里，2009年时的人口为715人。

## 人口
奥特斯塔勒人口变化图示